# 萨氏棘豆
萨氏棘豆（学名：Oxytropis saposhnikovi）为豆科棘豆属下的一个种。